# Брезовиця Жумберацька
45°41′ пн. ш. 15°18′ сх. д. / 45.68° пн. ш. 15.30° сх. д.
Брезовиця Жумберацька (хорв. Brezovica Žumberačka) — населений пункт у Хорватії, у Карловацькій жупанії у складі міста Озаль.

## Населення
Населення за даними перепису 2011 року становило 19 осіб.
Динаміка чисельності населення поселення: